# Avenue des Chardonnerets
L'avenue des Chardonnerets (en néerlandais : Distelvinkenlaan) est une avenue bruxelloise de la commune de Woluwe-Saint-Pierre qui va de l'avenue des Merles à l'avenue des Bergeronnettes sur une longueur totale de 180 mètres.